# Bianchi S 8
Der Bianchi S 8 (auch Bianchi S.8) ist ein Pkw-Modell. Hersteller war Bianchi aus Italien.

## Beschreibung
Das Fahrzeug löste den Bianchi V 3-S 7 ab. Im Frühjahr 1929 wurde auf dem Genfer Auto-Salon ein Cabriolet mit einem Aufbau von der Carrosserie Graber präsentiert. Weitere Fahrzeuge wurden 1930 auf dem Pariser Autosalon sowie 1930 und 1931 auf dem Autosalon von Mailand gezeigt.
Zunächst wurde der Achtzylinder-Reihenmotor vom Vorgänger übernommen. 68 mm Bohrung und 94 mm Hub ergaben 2731 cm³ Hubraum. Der Motor leistete 76 PS bei 4000 Umdrehungen in der Minute. Auch die OHV-Ventilsteuerung wurde beibehalten. 1931 oder 1932 wurde der Hub an die Zylinderabmessungen des Vierzylindermotors des S 5 angepasst. Das ergab 68 mm Bohrung, 100 mm Hub und 2905 cm³ Hubraum. Der Motor leistete 85 PS. Die Variante Bianchi S 8 bis von 1933 war noch sportlicher ausgelegt. Sie hatte 68,5 mm Bohrung bei gleichem Hub, was 2948 cm³ Hubraum ergab. Dieser Motor leistete 95 PS bei 4000 Umdrehungen.
Typisch für die damalige Zeit waren Frontmotor, Kardanwelle und Hinterradantrieb. Das Getriebe hatte vier Gänge. Das Fahrgestell hatte 290 cm Radstand. Eine andere Quelle gibt 270 cm Radstand und 142 cm Spurweite für die kurze Ausführung und 320 cm Radstand für die lange Ausführung an. Eine weitere Quelle nennt 325 cm Radstand und 141 cm Spurweite. Das Fahrgestell wog 970 kg. Überliefert sind Limousine, Coupé und Pullman-Limousine. Die Höchstgeschwindigkeit betrug etwa 120 km/h bei der normalen Ausführung und 135 km/h bei der Sportvariante.
Eine Quelle nennt einen Preis von 55.000 Lire, was 10.000 über dem Preis eines vergleichbaren Lancia Astura lag.
Der Absatz blieb gering. 1934 endete die Produktion ohne Nachfolger.
Ein erhaltenes Cabriolet wurde im Juni 2021 für 875.000 US-Dollar angeboten.